# 基希安舍灵
基希安舍灵（德語：Kirchanschöring，德語發音：[ˈkɪʁçˌanʃøːʁɪŋ]），又译作基先舍灵，是德国巴伐利亚州的一个市镇，隶属于特劳恩施泰因县。总面积25.23平方公里，截至2023年12月31日总人口为3,334人。